# Газлийские землетрясения
Газлийские землетрясения (узб. Gazli zilzilalari) — серия катастрофических землетрясений произошедших 8 апреля и 17 мая 1976 года, а также 20 марта 1984 года вблизи газодобывающего города Газли, который в то время находился в Узбекской ССР (СССР).

## 1976
Первое землетрясение произошло 8 апреля в 7 часов 41 минуту по местному времени. Магнитуда землетрясения по шкале Рихтера составила 7,0, а в эпицентре 8—9 баллов. Из-за землетрясения половина города Газли была разрушена.
Второе, ещё более сильное землетрясение произошло 17 мая того же года. Магнитуда второго землетрясения составила 7,3 по шкале Рихтера. Сейсмический эффект в эпицентре достиг 9—10 баллов по 12-балльной шкале сейсмической интенсивности. В результате землетрясения город Газли был стёрт с лица земли, были разрушены 90 % зданий и сооружений. Более 20 тысяч человек пострадали. Из-за второго землетрясения в других ближайших городах произошли землетрясения различной силы. Так, в Бухаре и Ромитане 7, в Кагане, Зарафшане, Тамдыбулаке, Каракуле и Чарджуе 6, в Беруни, Ургенче, Хиве, Навои, Каттакургане, Самарканде и Джизаке 5, в Ташкенте, Алмалыке, Ангрене, Чирчике, Карши, Денау и Термезе 4, а в Нукусе, Андижане и Фергане 3 балла.
Население было предупреждено сейсмологами и предварительным землетрясением 8 апреля, поэтому больших жертв удалось избежать (большая часть населения с 8 апреля жила в палаточном лагере). Магнитуда этого землетрясения (по шкале Рихтера) составила 7,3.

## 1984
Следующий сильный подземный толчок с магнитудой 7,2 возник 20 марта 1984 года в том же очаге, сместившись немного к западу. Из-за этого в заново восстанавливаемом городе вновь произошли значительные разрушения зданий и сооружений.

## Сейсмологический статус
Трёхкратное повторение землетрясений с магнитудой более 7 в течение 8 лет — является редким случаем в мировой сейсмологической практике.
Имелись предположения о техногенном характере газлийских землетрясений, причинами которых могла стать бесконтрольная разработка газового месторождения в районе Газли, создавшей огромное поле дополнительных напряжений в земной коре. До 1976 года район Газли относился к району 4-балльных землетрясений (по 12-балльной шкале). После серий этих землетрясений, учёные пересмотрели свои доводы и теперь относили район города Газли к высокосейсмичным районам земли. До сегодняшнего времени в Газли происходят в год 5—8 землетрясений различной силы.